# Agreci
Agreci (llatí: Agroecius), bisbe de Sens, fou un gramàtic romà del segle v autor d'un treball titulat De Orthographia et Differentia Sermonis, que es conserva transmès pels manuscrits com a suplement a una altra obra de Flavi Caper dedicada al bisbe Euqueri de Lió.